# Abieł Aganbiegian

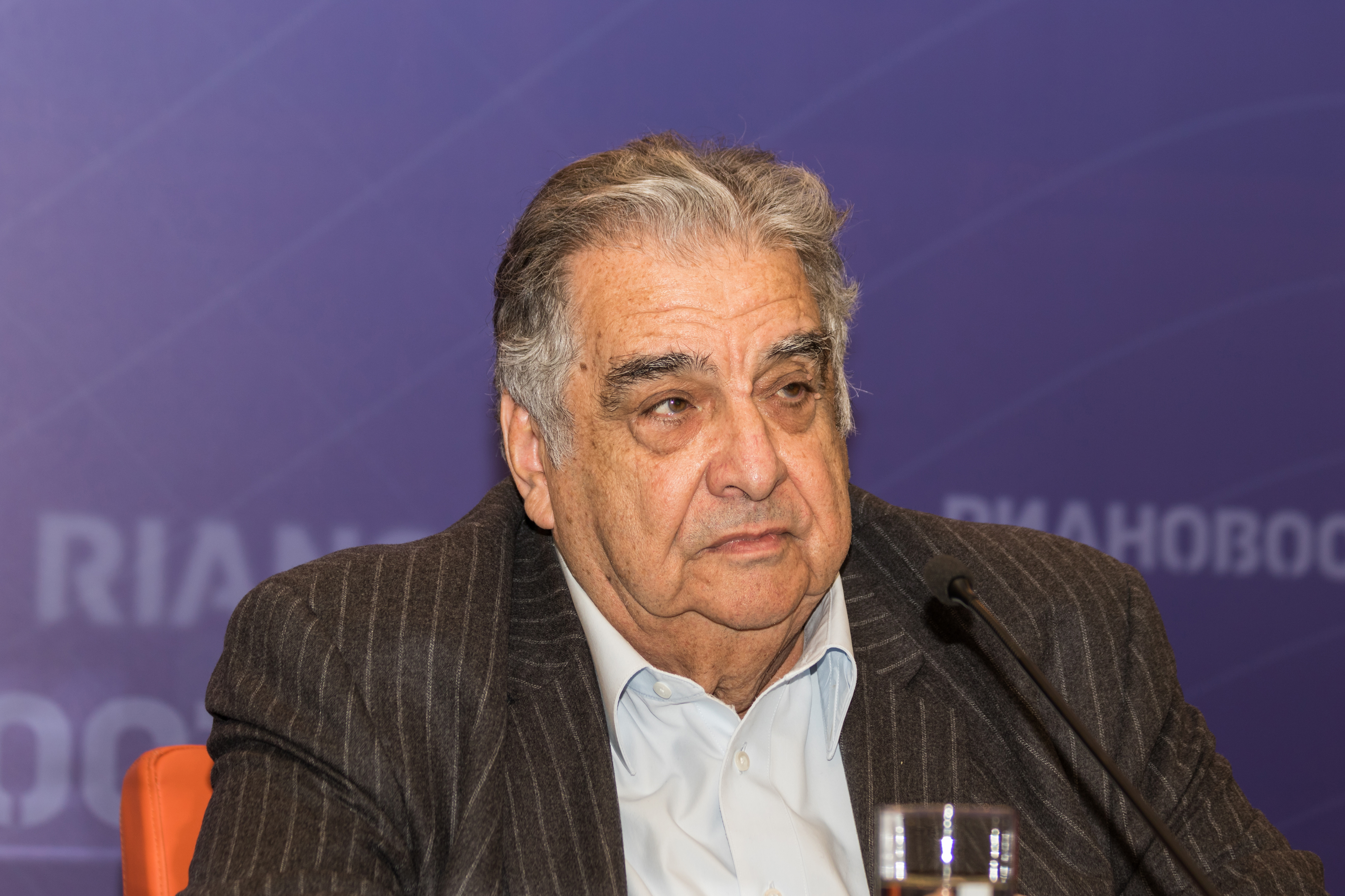
Abieł Aganbiegian w 2015

Abieł Gieziewicz Aganbiegian (ros. Абе́л Гезе́вич Аганбегя́н; ur. 8 października 1932 roku w Tyflisie, obecnie Tbilisi) − jeden z czołowych radzieckich i rosyjskich ekonomistów, pochodzenia ormiańskiego, pełnoprawny członek Rosyjskiej Akademii Nauk, doktor honoris causa administracji biznesu Kingston University, założyciel i pierwszy redaktor naczelny czasopisma EKO.

## Życiorys
Aganbiegian urodził się 8 października 1932 roku w Tyflisie (obecnie Tbilisi w Gruzji) jako syn członka KPZR. Po ukończeniu Państwowego Moskiewskiego Instytutu Ekonomicznego w 1956 roku został zatrudniony w strukturze rządu sowieckiego i został jednym z odpowiedzialnych za politykę wynagrodzeń w ZSRR. W 1961 roku zostawił pracę w strukturach państwowych i rozpoczął karierę naukową. Został pracownikiem naukowym nowego instytutu w Nowosybirsku, który szybko wypełnił się młodymi i ambitnymi studentami głównie z Moskwy. Podczas swojej pracy w instytucie w Nowosybirsku rozpoczął prężne działania jako aktywny członek grupy ekonomistów matematycznych, które to grupy pojawiły się w ZSRR w latach 60. XX wieku. W 1963 roku Abieł Aganbiegian został mianowany członkiem Rosyjskiej Akademii Nauk (w 1974 roku został jej pełnoprawnym członkiem), a w 1964 roku rektorem Instytutu w Nowosybirsku (w chwili nominacji miał tylko 32 lata i jedną wydaną publikację naukową).
Pod koniec 1980 roku był jednym z głównych doradców ekonomicznych Michaiła Gorbaczowa oraz jednym z pierwszych radzieckich ekonomistów, którzy wyrazili potrzebę restrukturyzacji infrastruktury gospodarczej i biznesowej Związku Radzieckiego. Jego idee były prezentowane w wielu książkach ideologicznych wydawanych podczas pierestrojki. Popierał także działania niepodległościowe rozpoczęte w Karabachu, które ostatecznie doprowadziły do ogłoszenia przez Armenię niepodległości od ZSRR.
W 1989-2002 piastował stanowisko rektora Akademii Gospodarki Narodowej podległej bezpośrednio rządowi Federacji Rosyjskiej. Jest członkiem zagranicznym Bułgarskiej Akademii Nauk i Węgierskiej Akademii Nauk, oraz członkiem "korespondencyjnym" Brytyjskiej Akademii Nauk.
Jest ojcem Rubena Agabiegiana (ur. 1972) – rosyjskiego ekonomisty.

## Publikacje
- Abel Aganbegyan, "Moving The Mountain Inside the Perestroika Revolution", Bantam Press 0593018184, 1989.
- Economics in a Changing World: System Transformation, Eastern and Western Assessments Volume 1-3, by Aganbegyan, Abel; Bogomolov, Oleg & Kaser, Michael, 1989
- Economic Challenge of Perestroika, by Aganbegyan, Abel, Macmillan Press, London, 1994 ISBN 978-0-333-60123-5